# 渋谷邦蔵
渋谷 邦蔵（澁谷 邦蔵、しぶや くにぞう、1912年（明治45年）2月16日 - 2002年（平成14年）2月14日）は、日本の地方政治家。旧清瀬町長から清瀬市への市制施行に伴って初代市長となり、36年間首長を務めた。

## 来歴
東京府出身。埼玉県の所沢実業学校（現・埼玉県立所沢高等学校）を卒業。
1950年清瀬村議会議員（のち町制施行により同町議会議員）となり、同議長、町教育委員を務めた。
1959年5月、46歳で清瀬町長に就任。1970年に市制執行に伴い、初代市長となる。市制施行直前の『町報きよせ』5月15日号には以下の所信を記している。
1995年4月、82歳で政治家を引退し、星野繁に市長を譲った。同年、勲三等瑞宝章を受章。
2002年2月14日死去（満89歳）。
現清瀬市長の渋谷桂司は孫。渋谷金太郎とは血縁関係はない。